# Konrad Jörgens

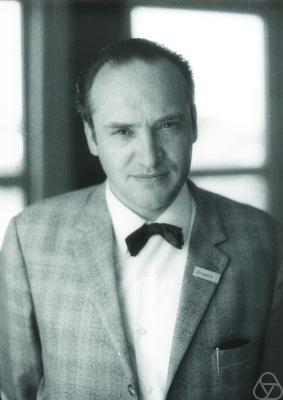
Konrad Jörgens (1971)

Konrad Jörgens (* 3. Dezember 1926 in Krefeld; † 28. April 1974) war ein deutscher Mathematiker. Er leistete wichtige Beiträge im Rahmen der Mathematischen Physik, insbesondere für die Grundlagen der Quantenmechanik und für die Theorie partieller Differentialgleichungen und Integraloperatoren.

## Leben
Er studierte an der TH Karlsruhe (1949/51) und der Universität Göttingen (1951/54), wo er 1954 bei Franz Rellich zum Thema Harmonische Abbildungen und die Differentialgleichung {\displaystyle rt-s^{2}=1} promovierte. Danach war er 1954–1958 Mitarbeiter am Max-Planck-Institut für Physik und Astrophysik in Göttingen mit einem zwischenzeitlichen (1956/57) Gastaufenthalt an der New York University und ab 1958 Assistent am Institut für Angewandte Mathematik in Heidelberg, wo er sich im Juli 1959 habilitierte. Im Juni 1961 wurde er auf das neugeschaffene Extraordinariat für angewandte und praktische Mathematik am gleichen Institut berufen. 1966 wurde er planmäßiger Ordinarius für angewandte Mathematik in Heidelberg.
Eine Vermutung von Jörgens ist bis heute offen: Sei {\displaystyle W(x)\geq V(x)} auf {\displaystyle \mathbb {R} ^{\nu }} und M eine endliche Vereinigung geschlossener Untermannigfaltigkeiten von {\displaystyle \mathbb {R} ^{\nu }}. Weiter sei {\displaystyle -\Delta +V} wesentlich selbstadjungiert auf {\displaystyle C_{0}^{\infty }(\mathbb {R} ^{\nu }\setminus M)} (wobei {\displaystyle C_{0}^{\infty }} die Menge glatter Funktionen mit kompaktem Träger ist) und von unten beschränkt. Dann ist {\displaystyle -\Delta +W} wesentlich selbstadjungiert auf {\displaystyle C_{0}^{\infty }(\mathbb {R} ^{\nu }\setminus M)}.

## Schriften
- Lineare Integraloperatoren. Mathematische Leitfäden. B. G. Teubner, Stuttgart 1970.
- mit Franz Rellich: Eigenwerttheorie gewöhnlicher Differentialgleichungen. Hochschultext. Springer-Verlag, Berlin 1976.
- Linear integral operators. Surveys and Reference Works in Mathematics. Boston, Mass.-London 1982.